# Josh White
 (novembre 2020).
Si vous disposez d'ouvrages ou d'articles de référence ou si vous connaissez des sites web de qualité traitant du thème abordé ici, merci de compléter l'article en donnant les références utiles à sa vérifiabilité et en les liant à la section « Notes et références ».
Pour les articles homonymes, voir White.
Joshua Daniel White (11 février 1914 - 5 septembre 1969) est un guitariste et chanteur de blues américain (côte Est) des années d'après-guerre.
Il est l'un des principaux initiateurs du Protest song of America, poursuivi par le Ku Klux Klan, inquiété par la commission McCarthy.
Josh White est avec Blind Blake un des grands fondateurs du blues de la côte est, ou Piedmont blues. Son jeu de guitare, qui mêle avec bonheur l'influence évidente de Lonnie Johnson avec le fingerpicking de sa Caroline natale, est remarquable, caractérisé par un son cristallin et un splendide vibrato. Certaines de ses pièces – Jesus Gonna Make up my Dying Bed, Little Brother Blues, Jet Black Woman... – comptent parmi les chefs-d'œuvre de la musique populaire américaine. Devenu un des héros du courant folk new-yorkais et progressiste, il a considérablement influencé les folksingers des années 1950 et 1960, Pete Seeger, Woody Guthrie et Bob Dylan inclus.

## Biographie
Joshua White naît à Greenville, en Caroline du Sud, peut-être le 11 février 1915, dans une famille très pauvre et très chrétienne. À l'âge de huit ans, ses parents le confient à un prédicateur itinérant et aveugle dont il doit guider les pas. Josh s'occupe du gîte et du couvert de son employeur, lui fait la lecture de la Bible et d'autres publications, choisit au mieux l'endroit où le guitariste va se mettre à chanter et jouer ses sermons. Avant que le spectacle ne commence, Josh rameute les badauds, chante et joue du tambourin. À l'adolescence, Josh possède ainsi toutes les ficelles du show-business ; il a aussi pris conscience de la vie réelle des Noirs dans le Sud : racisme, mépris, lynchages, Ku Klux Klan. Cela forge chez lui une conviction politique qui guidera toute sa vie. Au mois d'octobre 1928, à peine âgé de treize ans, Josh est jugé assez bon guitariste pour enregistrer, débutant ainsi une carrière qui se prolongera sans interruption jusqu'en 1964. Le public noir lui fait un petit triomphe et Josh, que ce soit dans le domaine du gospel (sous le sobriquet de The Singing Christian) ou dans celui du blues, devient une des grandes vedettes des années 1930.
Josh White décide en 1935 de se fixer définitivement à New York. Il s'y produit dans les meilleurs cabarets de Harlem...

## Discographie

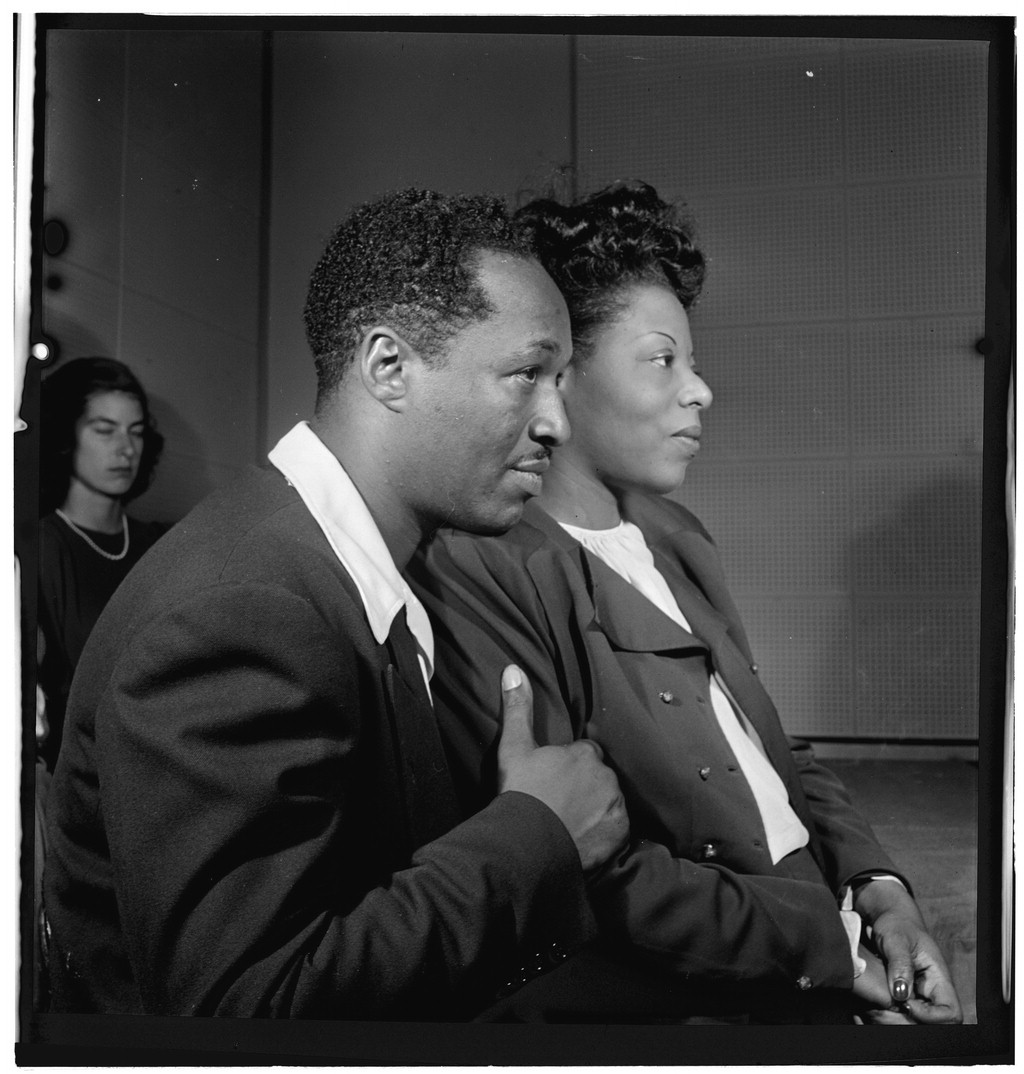
Josh White et Mary Lou Williams, ca. October 1947.
Photographie de William P. Gottlieb.

| Titre                                     | Auteur               | Date d'enregistrement |
| ----------------------------------------- | -------------------- | --------------------- |
| Little Brother Blues                      | Josh White           | 1932                  |
| Crying Blues                              | Josh White           | 1932                  |
| Bad Depression Blues                      | Josh White           | 1932                  |
| Good Gal                                  | Charlie Spand        | 1932                  |
| High Brown Cheater                        | Josh White           | 1932                  |
| Jesus Gonna Make Up My Dying Bed          | traditionnel         | 1933                  |
| There's A Man Going Round Taking Names    | traditionnel         | 1933                  |
| I Believe I'll Make a Change              | Leroy Carr           | 1934                  |
| Badly Mistreated Man                      | Josh White           | 1935                  |
| Bed Springs Blues                         | Josh White           | 1935                  |
| Jet Black Woman                           | Josh White           | 1935                  |
| While the Blood Runs Warm in Your Veins   | traditionnel         | 1935                  |
| Trying to Get Home                        | traditionnel         | 1935                  |
| Got a Key to the Kingdom                  | traditionnel         | 1935                  |
| My Soul Is Gonna Live with God            | traditionnel         | 1935                  |
| Black and Evil Blues                      | Josh White           | 1940                  |
| Prison Bound                              | Leroy Carr           | 1940                  |
| Milk Cow Blues                            | Kokomo Arnold        | 1940                  |
| Trouble                                   | Josh White           | 1940                  |
| Jerry                                     | Josh White           | 1940                  |
| Bad Housing Blues                         | Josh White           | 1941                  |
| Uncle Sam Says                            | Josh White           | 1941                  |
| Motherless Children                       | Blind Willie Johnson | 1944                  |
| Joshua Fit the Battle of Jericho          | traditionnel         | 1944                  |
| Number 12 Train                           | Josh White           | 1944                  |
| Saint James Infirmary                     | traditionnel         | 1944                  |
| Blues in Berlin                           | Josh White           | 1944                  |
| T.B. Blues                                | Victoria Spivey      | 1944                  |
| Mean Mistreatin Woman                     | Leroy Carr           | 1944                  |
| Jelly Jelly                               | Lonnie Johnson       | 1944                  |
| Evil Hearted Man                          | Josh White           | 1944                  |
| Backwater Blues                           | Bessie Smith         | 1944                  |
| Frankie and Johnny                        | traditionnel         | 1944                  |
| John Henry                                | traditionnel         | 1944                  |
| I Left a Good Deal in Mobile              | Josh White           | 1945                  |
| Nobody Knows You When You're Down and Out | Bessie Smith         | 1945                  |

## Discographie sur CD
- Josh White - The Blues 1932-1945, coffret 2 CD, par Gérard Herzhaft, Frémeaux & Associés